# Purpurgeburt
Von einer Purpurgeburt oder Porphyrogenese (mittelgriechisch πορφυρογέννητος porphyrogénnētos bzw. fem. πορφυρογέννητη porphyrogénnētē „purpurgeboren“) spricht man seit der Spätantike, wenn Söhne bzw. Töchter amtierender Kaiser des Byzantinischen Reiches als potentielle Thronfolger in der Porphyra, einer Kammer des Großen Palastes in Konstantinopel, zu einem Zeitpunkt geboren wurden, zu dem der Vater bereits die Herrschaft innehatte.
Die Bezeichnung purpurgeboren wird auch im nicht-byzantinischen Kontext benutzt, um Kinder von Herrschern zu bezeichnen, die während der Regierungszeit ihres Vaters geboren wurden.

## Herkunft
Woher genau die Bezeichnung stammt, ist unklar.
So wird etwa die Farbe der Windeln oder die Marmorverkleidung einiger Paläste als Ursprung erwogen. Ihren Namen verdankt die Porphyra dem in Ägypten am Mons Porphyrites abgebauten purpurfarbenen Porphyr, mit dem Boden und Wände der Kammer ausgekleidet waren. Frühere Kaiser hatten diesen Stein aus Rom holen lassen.
Allerdings ist nicht unumstritten, ob die Bezeichnung tatsächlich auf diesen Raum zurückgeführt werden kann, da die griechische Bezeichnung πορφυρογέννητος porphyrogénnētos „purpurgeboren“ auf die purpurrote Farbe verweist, die aufgrund ihrer Kostbarkeit traditionell als Farbe der Könige und Kaiser galt.
Der Ausdruck wird in der historischen Forschung aber auch dann (in übertragenem Sinne) verwendet, wenn Purpur in einer Gesellschaft keine entsprechende Rolle spielte.

## Bedeutung
Von besonderer Bedeutung konnte die Purpurgeburt im Falle von Thronstreitigkeiten werden – mitunter konkurrierte ein Kandidat unter Verweis auf seine Purpurgeburt mit einem älteren Bruder, der sich auf das in vielen Monarchien übliche Prinzip der Primogenitur (das Recht des Erstgeborenen) berief. Das heißt, der ältere Bruder war noch vor der Thronbesteigung seines Vaters geboren worden. Ein Beispiel unter vielen war die Rivalität zwischen dem persischen Prinzen Arsikes (dem späteren Artaxerxes II.) und seinem jüngeren Bruder Kyros, der darauf verwies, zwar jüngerer Sohn, jedoch „ältester purpurgeborener“ Prinz zu sein. Im Gegensatz zu ihm hatte, gemäß dem antiken Schriftsteller Herodot Xerxes I. gegen seinen Halbbruder Artobazanes mit dem Argument Erfolg gehabt. Diese Geschichte gilt heute als erfunden.